# Антон Артес
Антон Артес (нім. Anton Artes, 7 грудня 1907 — 25 червня 1957) — австрійський футболіст, що грав на позиції захисника.

## Кар'єра
Виступи у австрійській лізі розпочав у клубі «Адміра» (Відень), у складі якої став чемпіоном Австрії у 1927 році. Зіграв за команду у тому сезоні 4 матчі.
Протягом наступних сезонів грав у складі австрійських клубів вищого дивізіону «Вінер Шпорт-Клуб», «Ніколсон» (Відень), «Аустрія» і «Лібертас» (Відень).
У 1931 році у складі збірної Відня був учасником матчів проти збірної Німців Чехословаччини (5:3) і збірної міста Пардубиц1 (4:1).
У 1936—1938 роках грав у французькій лізі у клубі «Руан».

## Статистика виступів
| № | Дата       | Місце проведення | Команда 1            | Рахунок                                           | Команда 2   | Голи |
| - | ---------- | ---------------- | -------------------- | ------------------------------------------------- | ----------- | ---- |
| 1 | 28.06.1931 | Аусіг            | Німці Чехословаччини | 3:5 [Архівовано 9 червня 2019 у Wayback Machine.] | Вибір Відня |      |
| 2 | 29.06.1931 | Пардубиці        | Вибір Пардубиці      | 1:4 [Архівовано 9 червня 2019 у Wayback Machine.] | Вибір Відня |      |

## Досягнення
- Чемпіон Австрії (1): 1927